# Người Dargin
Người Dargin hay người Dargwa (tiếng Dargin: дарганти,darganti; tiếng Nga: даргинцы, dargintsy) là một dân tộc bản địa vùng Đông Bắc Kavkaz, cư trú tại vùng Dagestan và lân cận thuộc Liên bang Nga và lân cận.

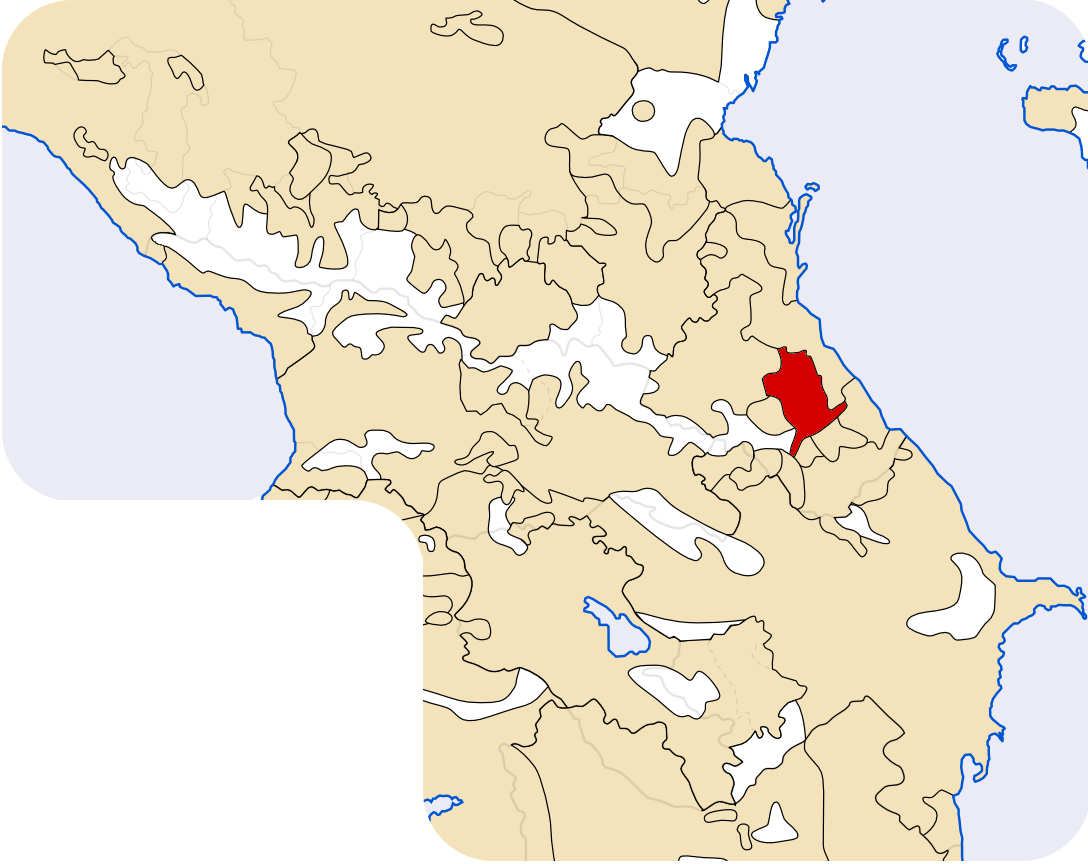
Vùng người Dargin cư trú

Người Dargin nói tiếng Dargin, một ngôn ngữ thuộc Ngữ hệ Đông Bắc Kavkaz. Trong số các phương ngữ Dargin thì tiếng Dargwa được coi là phương ngữ tiêu chuẩn. Tại Nga Bảng chữ cái Cyrill được sử dụng để viết tiếng Dargin.
Người Dargin có số dân khoảng 700 ngàn. Tại nước cộng hòa Dagestan họ là nhóm dân tộc lớn thứ hai. Tại những nước thuộc Liên Xô cũ như Kyrgyzstan,Turkmenistan, Uzbekistan, Ukraina, Azerbaijan, Kazakhstan có khoảng 1 - 3 ngàn người từng nước.
Người Dargin theo đạo Hồi dòng Sunni.